# شيندند

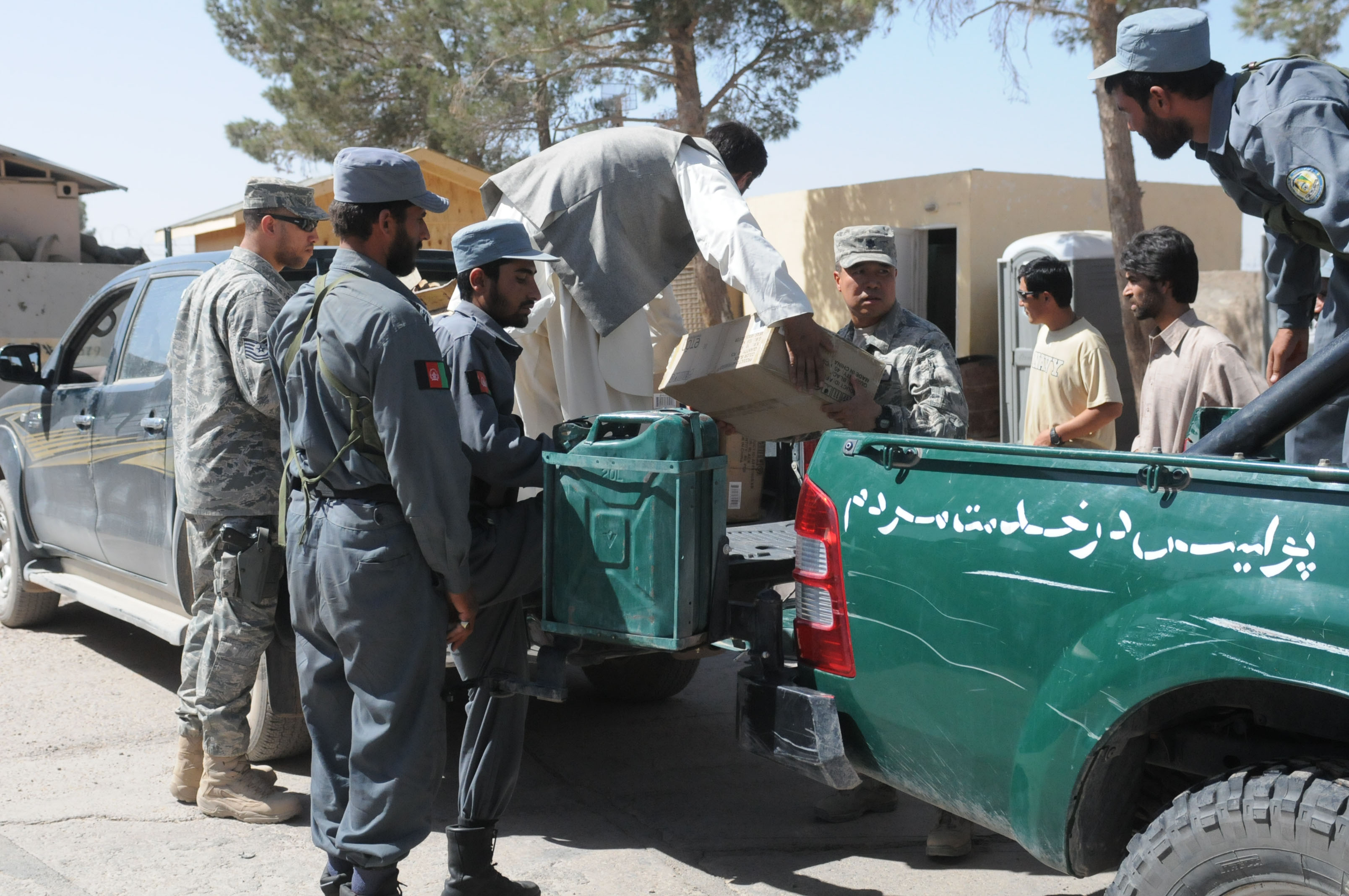
يوجد مركز تدريب بالقرب من المدينة.

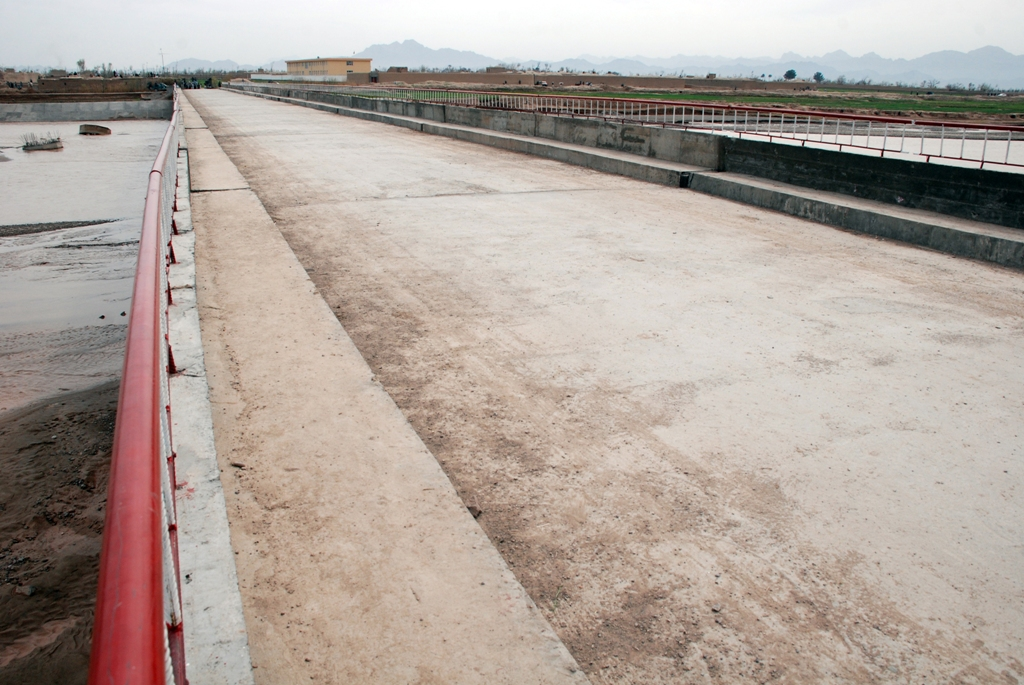
جسر جديد في وادي زيركو القريب من المدينة.

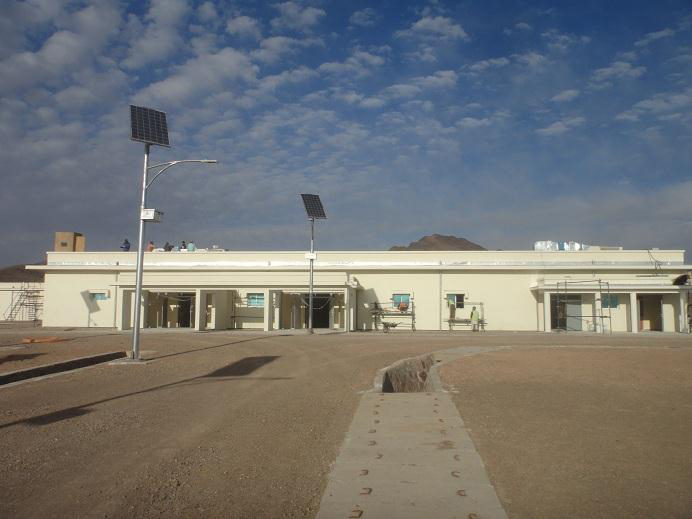
المركز الصحي.

شيندند (بالبشتوية: شين ډنډ - وتعني البِركة الخضراء) إحدى مديريات ولاية هراة الأفغانية، وسميت تاريخيا باسم إسفزار حتى غير محمد داود خان اسمها لتصبح «شيندند». تقطنها أكثرية من البشتون بجانب أقليات من البلوش والتاجيك وغيرهم. وتقع المدينة على الطريق رقم 1، وهو الطريق المعبد الوحيد في غرب أفغانستان.
بها ثالث أکبر قاعدة عسکرية أمريکية بعد قاعدة بغرام وقاعدة قندهار. كما استخدم السوفييت قاعدة المدينة أثناء حربهم في أفغانستان.

## المناخ
يظهر الجدول التالي التغييرات المناخية على مدار السنة لشيندند:
| البيانات المناخية لـشيندند        | البيانات المناخية لـشيندند | البيانات المناخية لـشيندند | البيانات المناخية لـشيندند | البيانات المناخية لـشيندند | البيانات المناخية لـشيندند | البيانات المناخية لـشيندند | البيانات المناخية لـشيندند | البيانات المناخية لـشيندند | البيانات المناخية لـشيندند | البيانات المناخية لـشيندند | البيانات المناخية لـشيندند | البيانات المناخية لـشيندند | البيانات المناخية لـشيندند |
| الشهر                             | يناير                      | فبراير                     | مارس                       | أبريل                      | مايو                       | يونيو                      | يوليو                      | أغسطس                      | سبتمبر                     | أكتوبر                     | نوفمبر                     | ديسمبر                     | المعدل السنوي              |
| --------------------------------- | -------------------------- | -------------------------- | -------------------------- | -------------------------- | -------------------------- | -------------------------- | -------------------------- | -------------------------- | -------------------------- | -------------------------- | -------------------------- | -------------------------- | -------------------------- |
| متوسط درجة الحرارة الكبرى °م (°ف) | 11.1 (52.0)                | 13.3 (55.9)                | 19.4 (66.9)                | 24.1 (75.4)                | 30.1 (86.2)                | 35.8 (96.4)                | 37.7 (99.9)                | 36.3 (97.3)                | 31.9 (89.4)                | 25.8 (78.4)                | 18.4 (65.1)                | 13.1 (55.6)                | 24.8 (76.5)                |
| المتوسط اليومي °م (°ف)            | 4.1 (39.4)                 | 6.6 (43.9)                 | 12.1 (53.8)                | 16.5 (61.7)                | 21.8 (71.2)                | 27.1 (80.8)                | 29.4 (84.9)                | 27.4 (81.3)                | 22.5 (72.5)                | 16.2 (61.2)                | 9.4 (48.9)                 | 5.2 (41.4)                 | 16.5 (61.8)                |
| متوسط درجة الحرارة الصغرى °م (°ف) | −2.8 (27.0)                | −0.1 (31.8)                | 4.9 (40.8)                 | 9.0 (48.2)                 | 13.5 (56.3)                | 18.4 (65.1)                | 21.1 (70.0)                | 18.6 (65.5)                | 13.1 (55.6)                | 6.7 (44.1)                 | 0.4 (32.7)                 | −2.6 (27.3)                | 8.4 (47.0)                 |
| المصدر: Climate-Data.org          |                            |                            |                            |                            |                            |                            |                            |                            |                            |                            |                            |                            |                            |